# Rot Weiss Ahlen
A Rot Weiss Ahlen német labdarúgócsapat Ahlenben.